# Yaron Pesztat
Yaron Pesztat (Kfar Saba, 5 januari 1961) is een Belgisch politicus van Ecolo.

## Levensloop
Geboren in Israël, verhuisde Pesztat op jonge leeftijd met zijn familie naar België om zich in Elsene te vestigen. Hij werd professor moraal en filosofie aan de Université libre de Bruxelles. Ook was hij van 1994 tot 1999 secretaris-generaal van Inter-environnement. 
In 1999 besloot hij zich in de politiek te engageren en trad toe tot de partij Ecolo. Hetzelfde jaar nog werd hij voor de partij lid van het Brussels Hoofdstedelijk Parlement en dit tot in 2014. Van 2004 tot 2014 was hij de voorzitter van de Ecolo-fractie in het parlement. Bij de verkiezingen van 2014 was hij geen kandidaat meer. Ook was hij van 2012 tot 2014 gemeenteraadslid van Elsene.
Na zijn politieke loopbaan werd hij gedelegeerd bestuurder bij het Archief van Moderne Architectuur.